# Fenicjanizm
Fenicjanizm to forma libańskiego nacjonalizmu, który opowiada się za kontrowersyjnym poglądem, stwierdzającym, iż naród libański nie jest etnicznie arabski. Jego zwolennicy twierdzą, że chrześcijańscy Libańczycy mają fenickie korzenie i nie są Arabami.

## Historia
W czasie wojny domowej w Libanie przemoc powodowana względami politycznymi doprowadzała do wzrastających podziałów w społeczeństwie libańskim. Członkowie chrześcijańskich prawicowych grup poszukiwali różnych sposobów na odróżnienie się od grup muzułmańskich i palestyńskich. Z tego też powodu doszło do odrodzenia wiary w różnorodność pochodzenia etnicznego mieszkańców Libanu. Twierdzili oni, iż wspólnoty chrześcijańskie wyróżniały się etnicznie spośród innych ludów, znajdujących się przez wieki pod panowaniem Imperium Osmańskiego; powiązali to z bardziej współczesnym oporem wobec Syrii i jej interwencji w czasie wojny domowej w Libanie. Fenicjanizm często postrzegany jest jako radykalna odpowiedź na panarabizm i nacjonalizm wielkosyryjski.

## Fenicjanizm i libańska milicja chrześcijańska
Pojawiały się sugestie, iż libańska milicja określana jako "chrześcijańska" powinna zostać nazwana milicją fenicjańską z powodu jej tożsamości, ideologii i prowadzonej przez nią polityki. Składała się w większości z chrześcijan, jednak ich wyznanie miało niewiele wspólnego z ich ideologią jako organizacji paramilitarnej, ponieważ postrzegali oni siebie jako Fenicjan, a muzułmanów jako arabskich najeźdźców, którzy przynieśli islam do Libanu. Armia Południowego Libanu i Falangi Libańskie były silnie związane z Izraelem, mając wspólnego wroga, jakim byli Palestyńczycy.
Pomimo tego, że koncepcja fenickich korzeni kulturowych i etnicznych zostały wykorzystane politycznie, nie oznacza to, iż takie twierdzenia są zupełnie pozbawione podstaw naukowych. Ostatnie badania wskazują, iż fenicka kultura i język są ciągle obecne we współczesnej libańskiej kulturze, zarówno w chrześcijańskiej, jak i muzułmańskiej części społeczeństwa. Z drugiej strony jednak, testy DNA i badania ekspertów z National Geographic wykazały, iż większość Libańczyków, niezależnie od ich wyznania, posiada podobne DNA.